# Brassica souliei
Brassica souliei là một loài thực vật có hoa trong họ Cải. Loài này được Batt. mô tả khoa học đầu tiên năm 1893.